# Joan Tous i Casals
Joan Tous i Casals (Barcelona, 24 de maig de 1912- 15 de març de 2003) fou un fotògraf català.

## Biografia
Fill d'Amadeu Tous i Maria Casals, de Piera i els Hostalets de Pierola respectivament, el seu pare era comptable d'una petita fàbrica. L'any 1929, quan acabà els estudis, va entrar a treballar com aprenent a can Jorba fins a iniciar-se la guerra, quan va ser cridat a files i destinat a Reus. Durant la guerra civil participà en diverses campanyes i va adquirir el grau de sergent i amb la retirada de les tropes republicanes fou empresonat al camp de Setfons i a la Universitat de Cervera però al no constar càrrecs al seu contra va poder reincorporar-se a la vida civil, dedicant totes les estones possibles a les seves grans afeccions: l'excursionisme, la fotografia i la papiroflèxia.
Les primeres fotografies d'en Tous es remunten a 1928, quan va heretar una càmera Kodak 8x10 t/2 amb la qual va fer fotografies durant l'Exposició Internacional. Entre 1932 i 1936 treballà amb una càmera Balda 4 1/2x6 i posteriorment amb una Super Ikonta i una Rollei Flex 6x6. Destacà en la fotografia en blanc i negre i es caracteritzà per un gran sentit de la perspectiva i de les llums i també de l'enquadrament, sense utilitzar mai ni angulars ni teleobjectius. No li interessaren però els temes de laboratori, perquè preferia confiar en els professionals com Casanovas o Boada (carrer Tallers).
Va ser membre de la UEC, vocal de fotografia d'aquesta institució i fundador i ànima de l'Arxiu Bibliogràfic Excursionista així com del primer Saló de Fotografia de Muntanya celebrat l'any 1956 al Palau de la Virreina, amb motiu del 25 aniversari de la fundació de la Unió Excursionista de Catalunya.
Com a fotògraf amateur va prendre part en un gran nombre de mostres i salons de fotografia obtenint premis i mencions. Les seves fotografies han estat consultades i utilitzades per molts professionals de l'arqueologia, l'arquitectura i la història com Agustí Duran i Sanpere, Camil Pallàs, Francesc Gurri, Manel Riu i Antoni Pladevall i s'han publicat en moltes obres especialitzades.
Així i ja des dels anys cinquanta va ser un dels fotògrafs de la primera edició de la Guia de Mallorca, Menorca y Ibiza de Josep Pla i també en feu algunes per a la seva Guia de la Costa Brava. També als anys cinquanta, junt amb Bartomeu Colomines, però signat tan sols amb les inicials, es va editar per ABE de la UEC, un llibret sobre l'art romànic al Berguedà, on es recollien exhaustivament totes les esglésies i ermites de la comarca, seguit d'altres treballs sobre l'arquitectura religiosa romànica del Pallars i de l'Alt Urgell.
Edità conjuntament amb Antoni Pladevall i Mn. Ignasi M. Colomer l'obra Columbaris, Colomers i Palomeres, on dona l'inventari de tots els antics colomers de Catalunya, de la qual sortí una exposició. Durant anys va col·laborar amb J.M. Gavín a qui va cedir fotografies per al seu Inventari d'Esglésies de Catalunya. També va col·laborar amb el Servei d'Inventari del Patrimoni Arquitectònic de la Generalitat de Catalunya en la realització de les fitxes dels ponts catalans i realitzà algunes de les fotografies de paisatges editats com a cartells pel Departament de Comerç i Turisme.
Als anys vuitanta s'organitzà una exposició amb les fotografies que va fer durant els anys trenta-quaranta sobre Cadaqués.

## Fons personal
El seu fons personal es conserva a l'Arxiu Nacional de Catalunya. Joan Tous va produir al llarg de la seva vida un important fons fotogràfic amb imatges de gran sensibilitat i qualitat tècnica, constituït en una primera fase per material en blanc i negre i en una segona per diapositives color. L'objecte de la seva fotografia és el territori de Catalunya, el seu paisatge i la seva història, enregistrant al llarg de més de seixanta anys (1928-1992) el paisatge i els monuments del país, amb especial atenció als colomers, ponts i creus. El seu interès preferent però és el romànic català.
Una part del seu fons personal es conserva a l'Arxiu Fotogràfic de Barcelona. El fons aplega part de la producció realitzada per Joan Tous com a fotògraf amateur. Concretament, són fotografies sobre Barcelona, vistes dels indrets més emblemàtics, el paisatge urbà, la vida quotidiana i festiva de la ciutat.